# Giovanni Battista Manzini
Giovanni Battista Manzini (Bologna, 22 agosto 1599 – Bologna, 30 novembre 1664) è stato un nobile, letterato e romanziere italiano. Membro di una famiglia aristocratica bolognese, era il fratello maggiore di Carlo Antonio Manzini (1600–1677), famoso astronomo e matematico.

## Biografia
Nato a Bologna il 22 agosto 1599, studiò diritto a Roma e conseguì la laurea in utroque iure il 22 aprile 1623 all'Università della città natale. Uomo violento e dal carattere irascibile e accanito giocatore d'azzardo, nel 1629 Manzini fu bandito da Bologna a seguito di uno scontro armato di cui fu protagonista. Nel 1638 fu insignito dal duca Carlo Emanuele I di Savoia della Croce dei Santi Maurizio e Lazzaro e del titolo di commendatore; nel 1651 il duca di Modena Francesco I d'Este lo nominò marchese di Busana. Fu membro dell'Accademia dei Filergiti di Forlì, di quella della Notte di Bologna e di quella degli Agiati di Rimini. Fu assiduo frequentatore a Genova dell'Accademia degli Addormentati, dove strinse amicizia con Anton Giulio Brignole Sale e Giovanni Vincenzo Imperiale.
Amico di Virgilio Malvezzi, fu come lui seguace del senechismo e del tacitismo. Il suo stile laconico fu duramente criticato da Agostino Mascardi nell'Arte historica (1636). Manzini considerava il romanzo «la più stupenda e gloriosa macchina che fabbrichi l'ingegno». Acquistò grande fama con il romanzo barocco Cretideo (1637), in cui avventure bizzarre e complicate si mescolano a intrighi politici e a intenzioni moralistiche, secondo i dettami della Controriforma. Fu autore anche di opere teatrali, come la tragedia La Flerida gelosa del 1631 e la commedia L'avarizia scornata del 1663. Manzini fu autore di una traduzione in italiano degli Amori pastorali di Dafni e Cloe di Longo Sofista (Gli amori innocenti di Dafni e della Cloe, Bologna 1643) e del De beneficiis di Seneca (Del modo di dare, ricevere, e rendere i beneficii, Bologna 1655). Scrisse anche un romanzo spirituale: la Vita di San Eustachio martire (1653). La Vita ebbe grande fortuna in tutta Europa: se ne conoscono quattordici edizioni italiane, tre traduzioni francesi (due anonime e una di Jean Baudoin), due in tedesco (anonime), una in inglese (a cura di John Burbery) e una in spagnolo (a cura di Antonio Agustín).
La sua opera divenne particolarmente nota in Francia, dove Jean Baudoin fu autore nel 1643 della traduzione del Cretideo; mentre I furori della gioventù (Venezia 1629), una raccolta di esercizi retorici di stile concettoso, conobbe parecchie edizioni e fu tradotta in francese da Georges de Scudéry.